# Muhammad Bayazid
Pour les articles homonymes, voir Bayazid.
Muhammad Bayazid (ou Muhammad Bayezid) est un cinéaste syrien né en Jordanie. Il a étudié le cinéma à Los Angeles et à Londres,.
Le 11 octobre 2017, The Guardian annonçait que Bayazid avait été victime d'une tentative d'assassinat la veille à Istanbul, alors qu'il cherchait des fonds pour un film détaillant « les mauvais traitements dont se rend coupable le régime de Bachar el-Assad dans la célèbre prison de Tadmur ».
Le 3 novembre 2017, le même journal annonce que des doutes planent sur la véracité des affirmations de Bayazid et qu'on le soupçonne d'avoir mis lui-même l'agression en scène. The Guardian se réfère à un article de The New Arab selon lequel un des producteurs de Bayazid, Mohammed al-Hindi, aurait filmé des conversations où le réalisateur aurait dit notamment : « L'agresseur devra être de nationalité syrienne » (« The nationality of the attacker has to be Syrian »).